# وزارة الطاقة (الكويت)
وزارة الطاقة في دولة الكويت هي وزارة حكومية تأسست في 14 يوليو 2003 وذالك بعد دمج وزارة النفط ووزارة الكهرباء والماء  ، وكانت وزارة الطاقة تتولى الإشراف على قطاع الطاقة في الكويت والذي يشمل النفط والكهرباء والماء ، وفي 25 مارس 2007 تم إلغاء الوزارة وتفكيكها إلى وزارتين وهي وزارة النفط ووزارة الكهرباء والماء. 

## وزراء الطاقة
|   | الاسم                        | الصورة | فترة تولي المنصب | فترة تولي المنصب |
| - | ---------------------------- | ------ | ---------------- | ---------------- |
| 1 | الشيخ أحمد فهد الأحمد الصباح |        | 14 يوليو 2003    | 10 يوليو 2006    |
| 2 | الشيخ علي جراح الصباح        |        | 10 يوليو 2006    | 25 مارس 2007     |